# Patrick Murphy

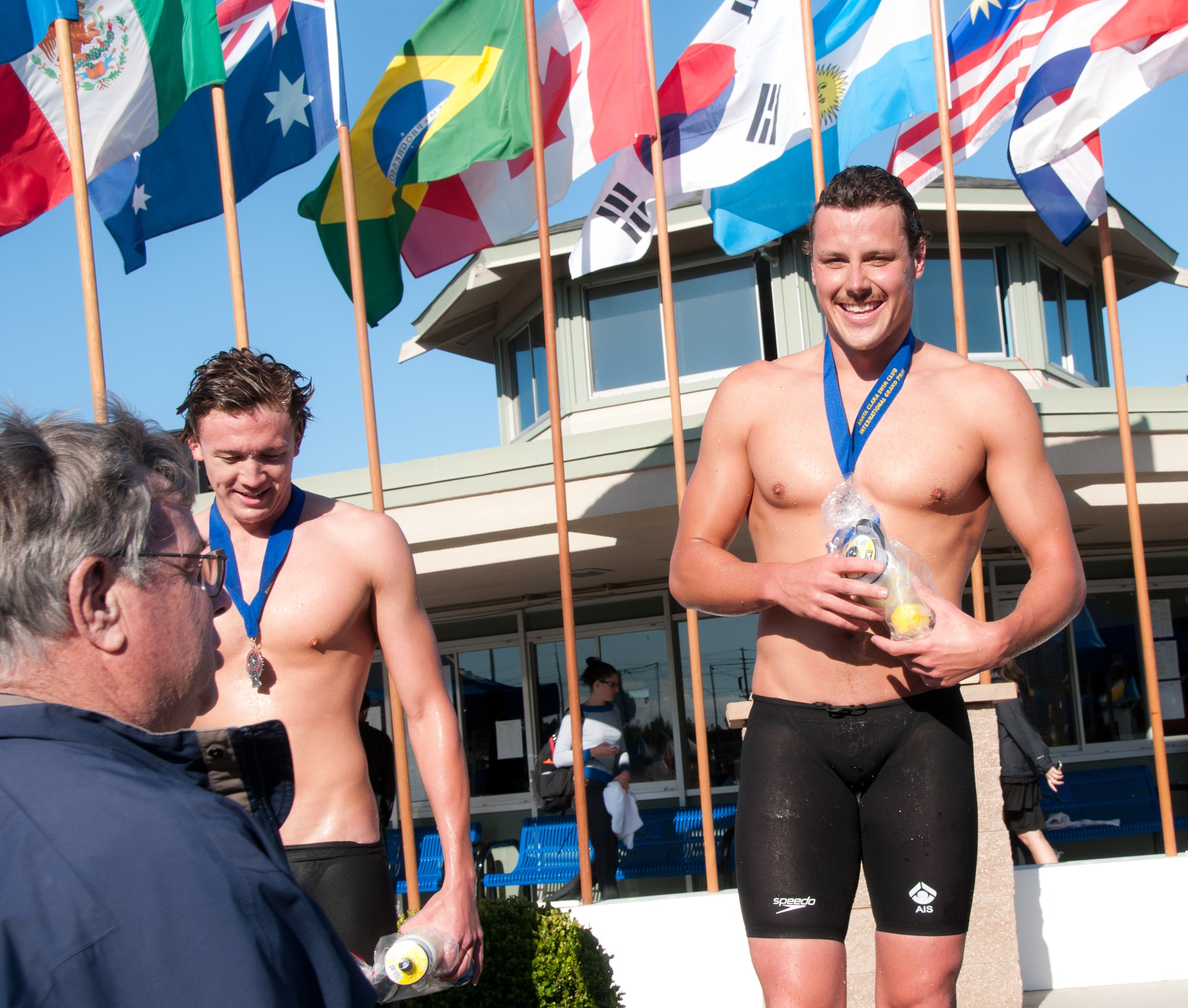
Patrick Murphy

Patrick Murphy (Albury, 22 de fevereiro de 1984) é um nadador australiano que conquistou duas medalhas de bronze nos Jogos Olímpicos de Pequim de 2008, nos revezamentos 4x100 e 4x200 metros livre. Ele não nadou na final dos 4x100, mas ganhou a medalha por ter disputado as eliminatórias.